# Résolution 1511 du Conseil de sécurité des Nations unies
Membres permanents
- Chine
- États-Unis
- France
- Royaume-Uni
- Russie

Membres non permanents
- Allemagne
- Angola
- Bulgarie
- Chili
- Cameroun
- Espagne
- Guinée
- Mexique
- Pakistan
- Syrie

Résolution no 1510 Résolution no 1512
La résolution 1511 du Conseil de sécurité des Nations unies a été adoptée à l'unanimité le 16 octobre 2003. Après avoir réaffirmé les résolutions précédentes sur l'Irak, en particulier la 1483 (de 2003), la 1500 (en) (de 2003) et la résolution 1373 (de 2001) sur le terrorisme, le Conseil a exhorté les pays à contribuer à la constitution d'une force multinationale pour maintenir la sécurité et a demandé que le pouvoir soit rendu au peuple irakien dès que possible.
Au cours des discussions précédant l'adoption de la résolution 1511, les membres du Conseil ont eu le choix de mettre fin à l'occupation plus tôt ou d'approuver une occupation temporaire plus longue; ils ont finalement choisi cette dernière option, autorisant effectivement la présence internationale en Irak. La résolution a été rédigée par les États-Unis et parrainée par le Cameroun, l'Espagne et le Royaume-Uni,.

## Résolution

### Observations
Le Conseil de sécurité a réaffirmé le droit du peuple irakien de déterminer son propre avenir politique et de contrôler ses propres ressources naturelles. L’appui international au rétablissement de la stabilité et de la sécurité est essentiel pour le bien-être du peuple irakien. Il s'est félicité de l'annonce du Conseil gouvernemental irakien de préparer une conférence pour rédiger une constitution. Les attentats à la bombe contre les ambassades jordanienne et turque, le mausolée de l'imam Ali et le siège des Nations unies à Bagdad, le meurtre d'un diplomate espagnol et l'assassinat d'Aqila al-Hashimi (en) ont été condamnés.

### Contenu
Agissant en vertu du Chapitre VII de la Charte des Nations unies, le Conseil a souligné le caractère temporaire de l'Autorité provisoire de la Coalition et s'est félicité de la réponse positive de la communauté internationale à la création du Conseil gouvernemental. Il a appuyé les efforts du Conseil gouvernemental pour mobiliser le peuple irakien et a décidé que le Conseil et ses ministres étaient les principaux organes de l’administration intérimaire incarnant la souveraineté irakienne. À cet égard, il a été demandé à l’Autorité provisoire de rendre le pouvoir au peuple irakien dès que possible, tandis que le Conseil gouvernemental a été invité à fournir un calendrier pour la rédaction d’une nouvelle constitution et des élections. Le Conseil de sécurité a réaffirmé le rôle des Nations unies dans le pays, par le biais de la Mission d'assistance des Nations unies en Irak (MANUI), de la fourniture d'une aide humanitaire et de la reconstruction économique. Le Secrétaire général Kofi Annan a été prié de fournir toutes les ressources demandées par le Conseil gouvernemental.
En outre, la résolution autorisait la création d'une force multinationale pour contribuer à la sécurité et à la stabilité en Irak en protégeant les infrastructures des Nations unies, humanitaires et irakiennes. Des contributions internationales ont été demandées pour la force multinationale. Le Conseil de sécurité devait réexaminer la mission dans un délai d’un an à compter de l’adoption de la résolution actuelle, tandis que les États-Unis, agissant au nom de la force, étaient chargés de faire rapport tous les six mois sur les progrès accomplis; peu de surveillance des activités de la force devait avoir lieu. Le Conseil a souligné qu’il importait de mettre en place des forces de police et de sécurité irakiennes efficaces, a condamné les attaques terroristes dans le pays et a exprimé ses condoléances aux familles des victimes et au peuple irakien.
La dernière partie de la résolution 1511 a lancé un appel à tous les pays, leur demandant d'empêcher le transit de terroristes ou les financements connexes vers l'Irak. Le Conseil a demandé une aide supplémentaire au peuple irakien pour la reconstruction et le développement de son économie et de ses infrastructures. Enfin, il a appelé à la création du Conseil international consultatif et de suivi, réaffirmant la nécessité d'utiliser le Fonds de développement pour l'Irak de manière transparente.